# Kleopatra von Pontos
Kleopatra war eine Tochter des Königs Mithridates VI. von Pontos und als Gattin des Tigranes II. Königin von Armenien.

## Leben
Kleopatra wurde von ihrem Vater, einem Gegner des Römischen Reichs, um 95 v. Chr. mit Tigranes verheiratet, um das Bündnis mit diesem zu festigen. Aus der Ehe gingen drei Söhne hervor, unter anderem der später (66 v. Chr.) abgefallene Thronfolger Tigranes. Dem an ihren Hof geflüchteten Rhetor Amphikrates von Athen ließ Kleopatra nach dessen Selbstmord ein ehrenvolles Begräbnis ausrichten und ein Grabmal erbauen. Tigranes kam ihrem Wunsch, ihrem Vater in dessen Kampf (Dritter Mithridatischer Krieg) gegen den römischen Feldherrn Lucius Licinius Lucullus größere Unterstützung zu leisten, nicht sehr eifrig nach (72 v. Chr.). Nachdem Mithridates und Tigranes miteinander gebrochen hatten, ging Kleopatra offenbar zu ihrem Vater zurück, da sie für diesen 64 v. Chr. die Burg von Phanagoria im Unterschied zu ihren Brüdern ausdauernd gegen Aufständische verteidigte; schließlich brachten ihr von ihrem Vater geschickte Schiffe entscheidenden Entsatz.